# Белов, Степан Михайлович
Степан Михайлович Белов (14 июня 1996, Октябрьский, Башкортостан, Россия) — российский военнослужащий, гвардии майор. Начальник штаба танкового батальона 21-й отдельной гвардейской мотострелковой бригады 2-й гвардейской общевойсковой армии Центрального военного округа. Герой Российской Федерации (20 декабря 2022).

## Биография
Родился 14 июня 1996 года в городе Октябрьский Республики Башкортостан.
В 2014 году окончил среднюю общеобразовательную школу № 12 в Октябрьском.

### Военный путь
С 2014 года служит в Вооружённых силах Российской Федерации. Обучался в Казанском высшем танковом командном училище.
После окончания училища в декабре 2018 года распределился в Центральном военном округ, где служил на командных должностях в 21-й отдельной гвардейской мотострелковой Омско-Новобугской Краснознамённой ордена Богдана Хмельницкого бригаде (тяжёлой), а пунктом дислокации был посёлок Тоцкое-2 Оренбургской области. Прошёл путь от командира танкового взвода до командира танковой роты, затем начальник штаба танкового батальона.
С 24 февраля 2022 года в составе своего подразделения принимал участие во вторжении России на Украину.

## Награды и звания
- Герой Российской Федерации (Указом Президента Российской Федерации («закрытым») от 2022 года за мужество и героизм, проявленные при исполнении воинского долга, гвардии старшему лейтенанту Белову Степану Михайловичу присвоено звание Героя Российской Федерации с вручением знака особого отличия — медали «Золотая Звезда» (20 декабря 2022)[2].
- орден Мужества (2022)[7][5]
- медаль Суворова (2022)[7][5]
- орден генерала Шаймуратова (2023)[7]
- медаль «За боевые отличия» (2022)[8]
- медаль «Участнику специальной военной операции» (Минобороны, 2022)[7]

## Признание заслуг
- В школе, где учился Белов, была открыта «Парта Героя»[1].